# Физули
Физули́ (Фузули; азерб. Məhəmməd Füzuli, перс. فضولی‎) — литературный псевдоним (тахаллус) Мухаммеда ибн Сулеймана (другие транскрипции: Мехмед бин Сулейман, Магомед Сулейман оглы Физули), поэта и мыслителя XVI века из Ирака, входившего тогда в состав государства Ак-Коюнлу, а позднее — государства Сефевидов и Османской империи.
Согласно доминирующей точке зрения, поэзия Физули относится к азербайджанской литературе. Некоторые источники, однако, рассматривают Физули в качестве османского или турецкого поэта, среди них — Энциклопедия Британника, которая, при этом, считает языком Физули азербайджанский язык, а в другой, профильной статье, рассматривает Физули в качестве представителя общетюркской поэзии, вновь указывая его языком азербайджанский (в этой статье указан как диалект тюркского языка). Считается классиком азербайджанской поэзии, сыграл важную роль в становлении азербайджанской и турецкой поэзии. Один из классиков жанра «дивана» в османской литературе. Широко известен как величайший лирик, писавший на родном азербайджанском, а также персидском и арабском языках.

## Биография
Физули родился в городе Кербела в государстве Ак-Коюнлу на территории современного Ирака. Точная дата рождения поэта не установлена. Принято считать, что он родился в 1498 году, однако судя по данным, содержащимся в некоторых сочинениях поэта, он родился значительно раньше, в 1480-х гг. По мнению польского востоковеда С. Плясковицка-Рымкевич поэт родился в Кербеле, предположительно между 1488—1504 годами, но вероятней всего не позже 1495 года. Данных о биографии Физули очень мало, согласно Энциклопедии Британника поэт по-видимому происходил из семьи религиозных деятелей. Согласно позднейшим преданиям отец поэта служил муфтием в городе Хилле, однако достоверных данных об этом нет. Судя по тому, что молодому Мухаммеду удалось получить блестящее для того времени образование, можно предположить, что отец поэта обладал соответствующим достатком. Образованность поэта подтверждается его религиозными титулами: мулла и мевлана. Литературный вкус был привит Физули поэтом Хабиби.
Современник поэта Садики в своих биографических мемуарах о поэте сообщает, что Физули происходил из огузского племени баят, другой современник поэта, Нидаи Челеби, пишет, что Физули принадлежал к туркоманам Ак Коюнлу.
Энциклопедия Ираника и ряд современных исследователей также считают, что Физули происходил из тюркского племени баят, осевшего в Ираке, представители которого кочевали на пространстве от Закаспия до Сирии. Согласно БРЭ Физули является азербайджанским поэтом происходившим из огузо-туркоманского племени баят. По мнению итальянского тюрколога профессора Алессио Бомбачи, нет причин сомневаться в традиции согласно которой Физули был выходцем из племени баят. В предисловии своего Дивана Физули пишет он решил составить его по настоянию друга, который сказал: «Среди арабов и персов главенство в Царстве Слова постепенно перешло к тебе,  в то время как среди тюрков много достойных людей, но нет ни одного, который подобно тебе владел бы всеми языками...Не приведи Господь, чтобы тюркский народ был лишён собственного бутона дивана из цветника поэзии изящного духа». Некоторые современные исследователи считают, что поэт мог иметь курдское происхождение.
Турецкий литературовед, исследователь творчества поэта, Хамиде Демирель (Hamide Demirel, Hamide Odelli), констатирует, что некоторые исследователи утверждают о курдском или персидском происхождении Физули, при этом, по мнению автора, они не приводят каких-либо доказательств либо источников данного утверждения. Так, в 1922 году версия о персидском происхождении была озвучена литературоведом Реза Тавфиком (Riza Tawfiq), в начале XX века о курдском происхождении поэта упоминали в своих работах Д. Хьюарт (C. Huart) и А. Крымский, однако по мнению Хамиде Демирель эти авторы не обосновали свои утверждения. Автор исследуя творчество поэта и в частности предисловие поэта к своему персидскому «Дивану», отмечает, что тюркский язык был родным языком Физули и приходит к выводу о тюркских корнях поэта.

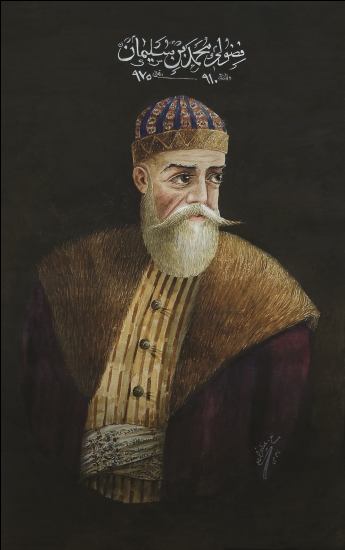
Портрет Физули. Худ. Азим Азимзаде, 1914. Национальный музей искусств Азербайджана, Баку

По вероисповеданию Физули был мусульманином-шиитом и долгое время служил при гробнице имама Али в Наджафе, которому посвятил многочисленные стихотворения. При этом некоторые исследователи считали, что Физули был суннитом, ряд других делали предположения, что поэт был хуруфитом, алевитом, принадлежал к секте Бекташи. По мнению специалиста по тюркской литературе, физуливеда Абдулкадыр Карахана (Abdulkadir Karahan), в целом творчество поэта свидетельствует о том, что в своих религиозных воззрениях «он был выше сектантства и различных течений в своем суфийском подходе».
Физули, по словам из предисловия его дивана, уже с детских лет, стремился к поэзии, но, считая, что в поэзии отсутствует наука и мудрость, и, что она является пустословием, изучал все, по его же словам, светские науки и религию, а также арабский и персидский языки, что подтверждается его трактатом «Матла ул-итикад» и тремя диванами, написанными им на азербайджанском, арабском и персидском языках.
Скорее всего, образование поэт начал получать в Кербеле и лишь затем продолжил учёбу в Эль-Хилле и Багдаде. В Багдаде поэт изучал медицину, астрономию, логику, математику, а также древнегреческую и восточные философские системы. Был знаком с трудами Аристотеля и Платона. Тексты его произведений указывают на то, что Физули был знаком с творчеством Хагани, Низами, Хабиби, Насими (о влиянии Низами на творчество поэта см. статью «Влияние Низами Гянджеви в азербайджанской литературе», раздел «Творчество Физули»). Специалисты отмечают всесторонние широкие познания поэта.

Поэт выбрал себе довольно необычный псевдоним (тахаллус). Физули на фарси означает «дерзкий», «нахальный». В предисловии к своему персидскому дивану Физули объясняет выбор столь необычного псевдонима тем, что он хотел выбрать для себя уникальное имя, которое никому бы не захотелось повторить:
Чтобы преодолеть сходство с другими поэтами выбрал псевдоним «Физули» и спасся от преследований коллег за этим произвищем. Во-первых, я хочу видеть себя единственным среди современников. Это обеспечил мне мой псевдоним. Труд моего "я", моего индивида избавился от соучастия других. Во-вторых, я старался быть человеком, вобравшим в себя все науки и знания и нашел псевдоним, выражающий это. Ибо «физули» в словаре обозначает также совокупность «фазл»а — наук и знаний, в народе слово «физули» обозначает оппозицию, противостояние нормам поведения, принятым правилам, традициям.
В предисловии к своему тюркскому «дивану» поэт говорит о своем врожденном артистическом темпераменте и указывает на то, что он начал писать стихи ещё в раннем возрасте. Его первое известное стихотворение касида было посвящено Алвенду, внуку правителя государства Ак-Коюнлу Узун-Гасана. Когда сефевидский правитель Шах Исмаил Хатаи захватил Багдад в 1508 году, Физули был уже достаточно известен как молодой поэт и человек с литературными и религиозными способностями. Он посвятил шаху Исмаилу Хатаи свой первый месневи «Бенг у Баде». Во времена правления Сефевидов поэт пользовался покровительством местных правителей персидского шаха, и это продолжалось до османского завоевания Багдада в 1534 году. Впоследствии поэт посвятил несколько касыд Сулейману Великолепному, а также придворным османским вельможам: главному визирю Ибрагиму-паша Паргалы, Кады Аскеру Челеби, Джалал-заде Мустафе Челеби. В этот период Физули встречался в Багдаде с известными придворными османскими поэтами, Хаяли и Ташлыджалы Яхья. Таким образом поэт добился расположения османского султана и его двора и начал получать материальное довольствие теперь уже от османских правителей Багдада. Во время пребывания султана в Багдаде поэту была назначена ежедневная пенсия в размере 9 акче, выплачиваемая из османских государственных фондов—вакфов. Позже поэт преподавал, одно время был служителем в мавзолее имама в городе Наджаф, откуда затем был уволен из-за немилости к нему вымогателей-чиновников и духовенства. За Физули формально сохранялась назначенная ему пенсия, однако её фактическое получение оказалось чрезвычайно затруднено бюрократическими препонами, о которых он написал в прозаическом послании, известном как «Шикаятнаме» («Книга жалоб»), и в конце жизни Физули испытывал большие материальные трудности.
Известно, что у Физули был сын по имени Фадль Челеби.
Скончался Физули в 1556 году от холеры во время эпидемии чумы.

## Рукописи и издания произведений

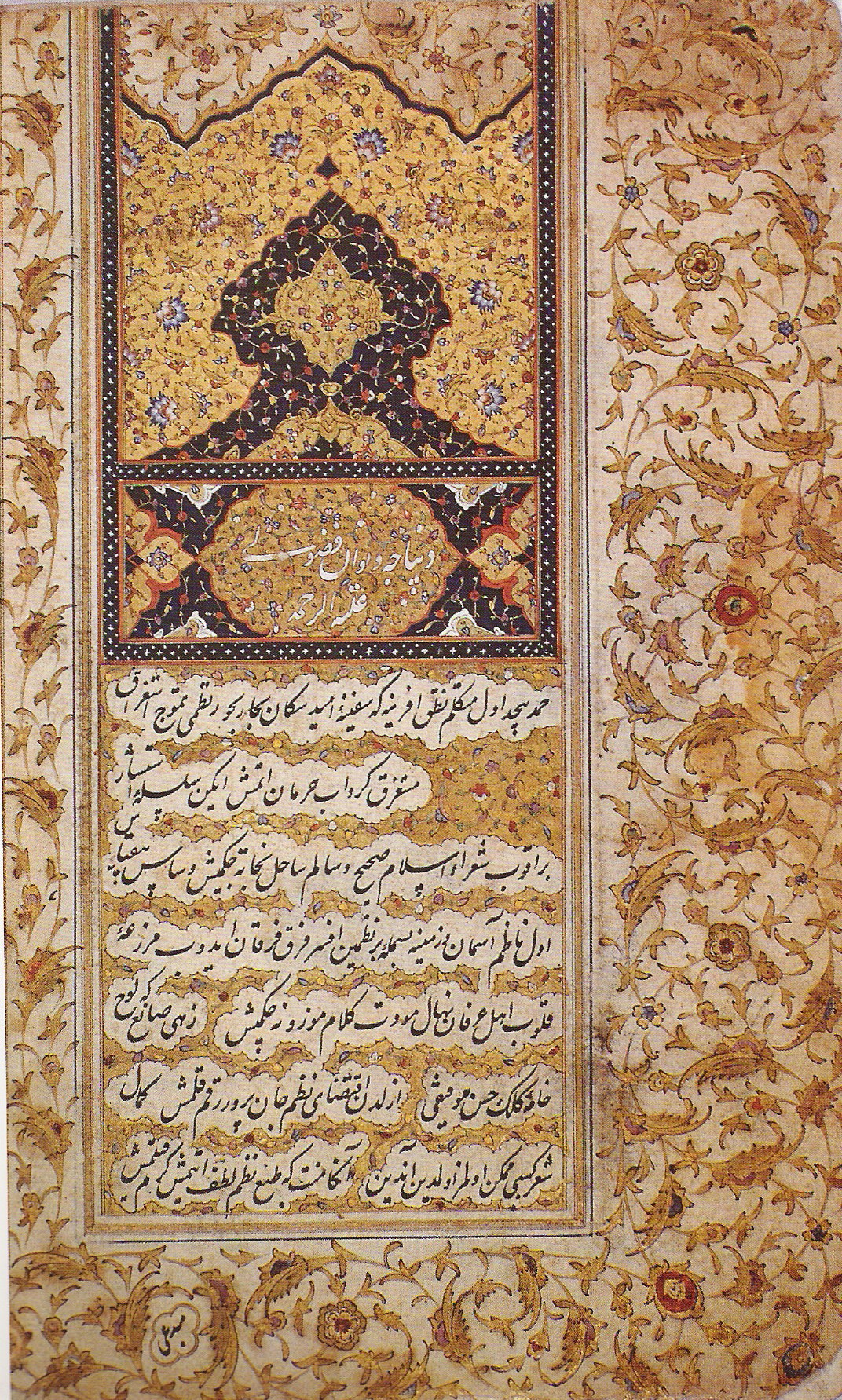
Страница из дивана Физули

На сегодняшний день известно 16 произведений поэта на азербайджанском, персидском и арабском языках. Произведения Физули при его жизни и на протяжении веков распространялись в рукописях. Наиболее полная рукопись (куллият) поэта, по утверждению Е. Э. Бертельса, датирована 1522 годом. В Баку хранится самая ранняя рукопись «дивана», датируемая 1572 годом. Е. Э. Бертельс отмечал, что ранние исследования творчества поэта не давали серьёзных результатов ввиду того, что отсутствовали критические издания произведений поэта. Восточных литографированных и печатных изданий дивана было много, но полагаться на них было невозможно, а корректным должно было быть обращение к самим рукописям поэта. Согласно Е. Э. Бертельсу, в Европе хранилась сорок одна рукопись семи произведений поэта. Но из них тринадцать были дефектными и только девять были датированы. Так, три из них относятся к XVI веку, три к XVII веку, одна к XVIII веку и две к XIX веку. Три из рукописей, относящихся к XVI веку, близкие по написанию к годам жизни поэта составляют небольшую часть его произведений, такие как турецкий «диван», «Банг у бада» и «Хадикат ас-су’ада» («Сад счастливцев») — названный так поэтом стихотворный перевод на азербайджанский язык религиозно-исторического сочинения Хусейна Ваиза Кашеви (XVI век). Большую ценность представляет, полученный в 1961 году Азиатским музеем экземпляр куллията Фузули содержащий ряд его произведений, доныне бывших неизвестными. В своей книге «Избранные труды. Низами и Физули» Е. Э. Бертельс дает полное описание этой рукописи и детально анализирует те части произведений, которые привносят новый материал в исследование творчества Физули.

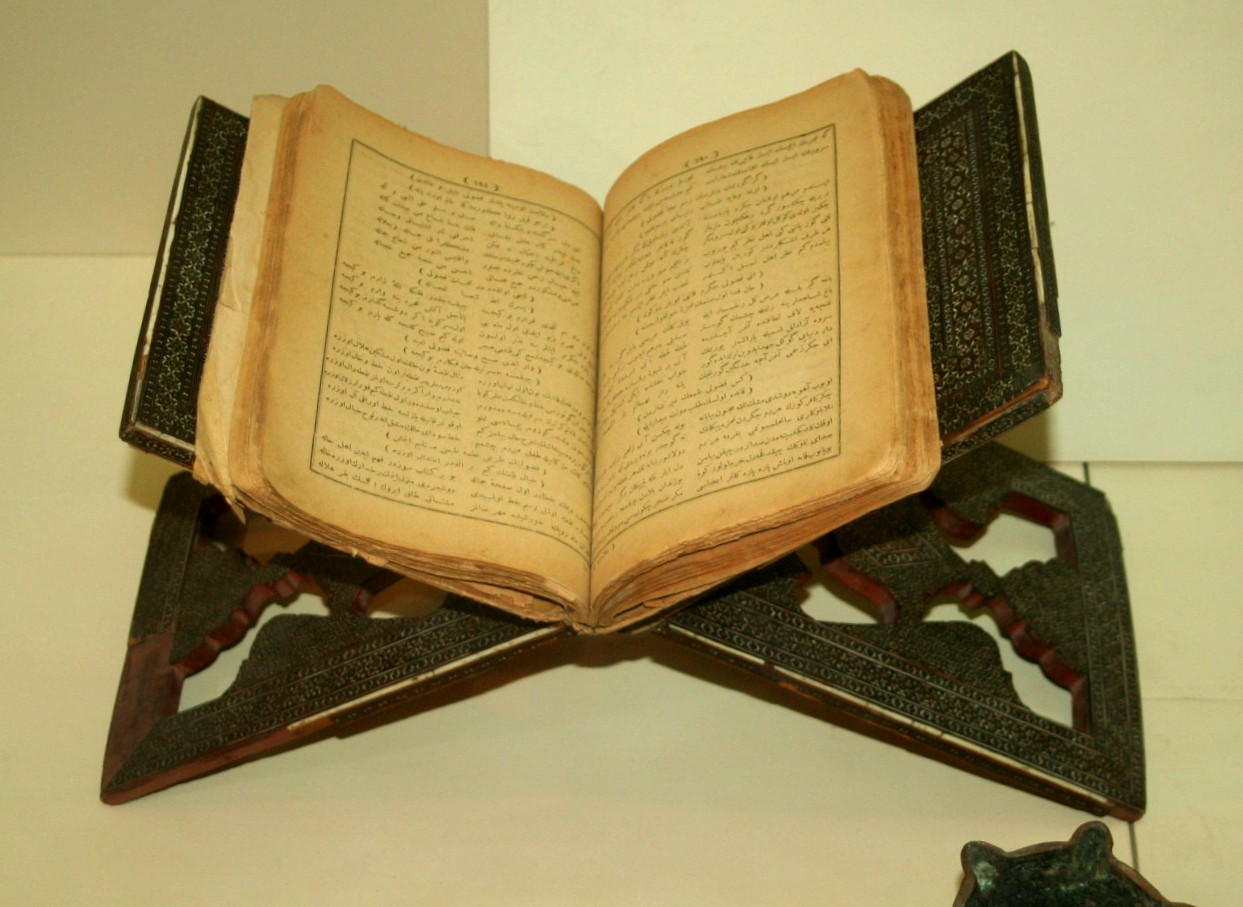
Диван Физули на азербайджанском 1915 года издания. Музей истории Азербайджана (Баку)

Рукописные варианты сочинений Физули, широко распространившиеся на всем Ближнем Востоке, не удовлетворяли возрастающий читательский спрос, поэтому начиная с первой половины XIX века произведения Физули стали чаще публиковаться. Первый литографический «диван» лирических стихов Физули был издан в 1828 году в Тебризе. В 1831 году «диван» был переиздан в Египте. С XIX века рукописи поэта неоднократно издавались в Азербайджане, Турции, Ираке, странах Средней Азии, а к началу XX века около 40 различных произведений Физули были изданы в Каире, Стамбуле, Хиве и Ташкенте. Однако эти издания отставали от уровня научно-критического текста и затрудняли исследование поэтического наследия поэта. В связи с этим после 20-х годов XX века в Баку началась подготовка научно-критического текста сочинений Физули, и в итоге в 1944 году вышел в свет его первый том, подготовленный азербайджанским литературоведом Г. Араслы. Это издание было составлено на основе бакинской рукописи 1572 года, полное научно-критическое издание сочинений Физули на основе старых рукописей было осуществлено Г. Араслы в 1958—61 годах. При составлении второго и третьего томов полного издания сочинений были использованы также ленинградский, тебризский, стамбульский и ташкентский экземпляры рукописей, а в 1985 году был издан последний, четвёртый том. Научно-критические тексты сочинений публиковались и турецкими текстологами. В 1948 году в Стамбуле был издан «диван» Физули, подготовленный турецким литературоведом Абдульбаки Гельпынарлы. Этот текст также основывался на бакинской рукописи поэта, а в 1950 году видный турецкий физуливед Али Нихат Тарлан выпустил новый критический текст «дивана», работу над которым автор проводил в течение 25 лет. По мнению азербайджанского физуливеда Гюльшен Алиевой, в этом издании, являющемся результатом огромного труда Али Нихат Тарлана, пролит свет на многие сокровенные мысли поэта и подготовлена благоприятная почва для дальнейших исследований ученых. В 1970 году турецкая поэтесса Софи Хури осуществляет и издает перевод поэмы «Лейли и Меджнун» на английский язык. По мнению специалистов, этот перевод сыграл неоценимую роль в представлении наследия поэта во всем мире, а в предисловии к переводу известного итальянского ученого-востоковеда А.Бомбачи нашло отражение новое и объективное восприятие европейским востоковедением творчества Физули.
С середины XX века большое количество произведений Физули издается в СССР, в основном в Азербайджанской ССР. Начинается популяризация поэтического наследия Физули среди народов, живущих на территории бывшего СССР, произведения поэта переводятся на русский язык. Особенно плодотворную работу в этой области провели советские поэты и переводчики: А.Старостин, П. Антокольский, В. Луговской, А. Адалис. Огромный труд проделал Рустам Алиев, осуществивший подстрочники произведений Физули на русский язык. Конец 80-х—начало 90-х годов XX века в Азербайджане ознаменовывается новой волной популяризации творчества поэта, в 1987 году осуществляется перевод «Матлауль-этикад» на азербайджанский язык, в 1988 году издаются избранные сочинения в двух томах, а в 1993 году — «Хадикат ас-су’ада». Все эти издания были посвящены празднованию 500-летнего юбилея Физули.

## Исследования творчества

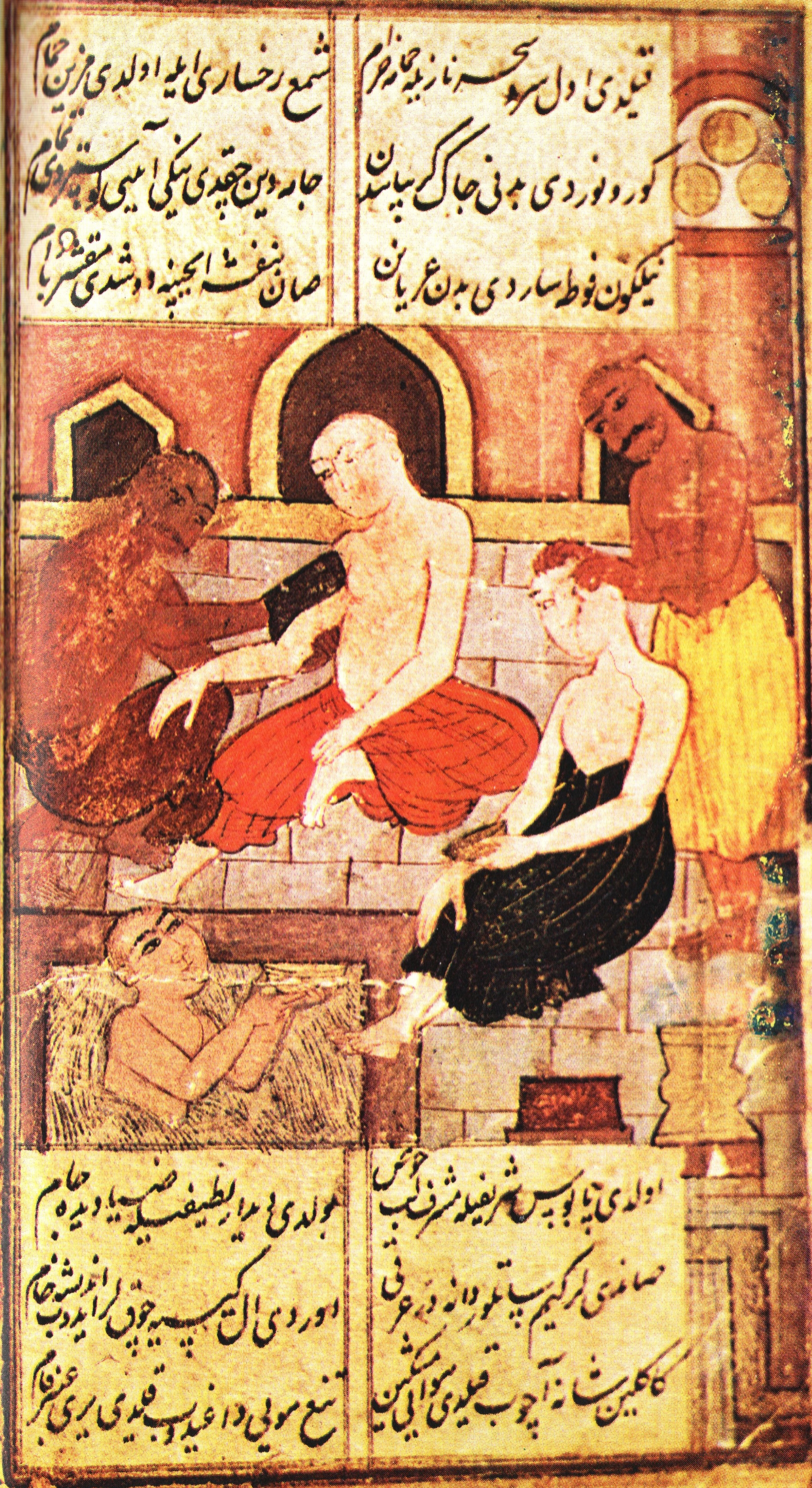
Миниатюра из «Дивана» Физули. XVII век. Институт рукописей НАН Азербайджана (Баку)

Серьёзное изучение творчества Физули началось в конце XIX века. Одними из первых исследователей, начавших изучение биографии и творчества Физули были австрийский историк—востоковед, исследователь и переводчик восточных литератур И. Хаммер-Пургшталь («История арабской литературы», 1856 год), британский ориенталист Элиас Гибб («Ottoman Poems: Translated Into English Verse in the Original Forms», 1882 год), российский востоковед—тюрколог В. Д. Смирнов («Очерк истории османской литературы», СПб., 1892 год), британский писатель—востоковед Эдвард Браун («Literary History of Persia», 1909 год), историк—востоковед А. Е. Крымский («История Турции и её литературы», 1910 год) и немецкий литературовед М. Хартман. Все эти ученые высоко оценивали творчество Физули, превозносили оригинальность и искренность поэта и старались как можно более образно выразить своё преклонение перед его творчеством. При этом, по мнению Е. Э. Бертельса, эти исследования творчества поэта не смогли дать ясного представления о роли и месте творчества поэта в азербайджанской и турецкой поэзии, так как ранние европейские исследователи в большинстве своем не пытались системно и комплексно изучить его творчество. Вся их деятельность сводилась к извлечению биографических сведений и переводам двух-трех наудачу выхваченных газелей.

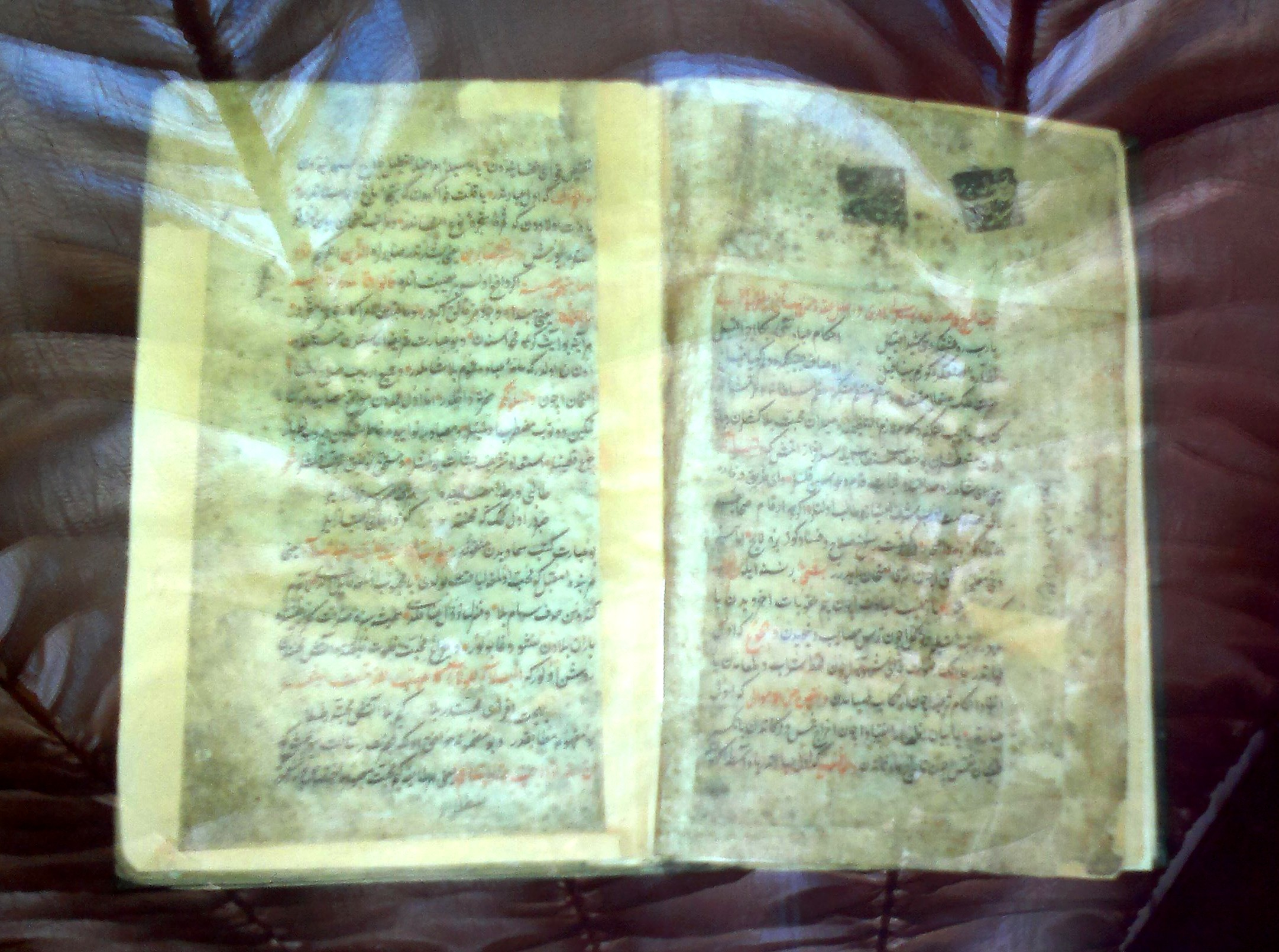
Страницы из произведения Физули «Хадикат ас-су’ада» («Сад счастливых») на азербайджанском языке, Багдад. Начало XIX века (с печатью Шекинского хана). Музей истории Азербайджана

С 30—40-х годов XX века физуливедение активно развивается в Турции. По мнению Е. Э. Бертельса, турецкие филологи М. Кёпрюлю-заде, И. Хикмет, 3. Нуширван и Б. Чобан-заде пошли дальше своих европейских предшественников в изучении творчества поэта и более детально изучили его, хотя и их работы были ещё далеки от решительной постановки вопроса о характерных особенностях творчества Физули. Е. Э. Бертельс считал это закономерным, так как к тому времени произведения поэта не были изданы полностью и критически. Среди турецких физуливедов многие современные исследователи выделяют Абдулкадыр Карахана, монография которого «Физули: среда, жизнь, личность», посвященная биографии и творчеству поэта, впервые была издана в Стамбуле в 1949 году. Как отмечает Г. Араслы, Карахан детально исследовал в монографии скудные сведения о жизни и творчестве Физули, однако в монографии обнаруживается незнание автором ряда произведений Физули. По мнению Г. Араслы, автор монографии не знает произведения поэта «Метлеул-этикад», не осведомлен также о предисловии Физули к дивану персидских касыд, большинства его хвалебных од, наставления своему сыну Фазли и ряда других его произведений. К тому же, Карахан построил своё исследование на совершенно дефектных рукописях, он не сумел использовать старинные рукописи, существующие в Турции. Исследования, проведенные в Турции до 1956 года, завершает фундаментальный труд Хасибы Мазыоглы — «Физули-Хафиз». В том же году вышла в свет статья азербайджанского политического деятеля Мамед Эмина Расулзаде «Сравнение „Лейли и Меджнун“ Низами и Физули».
В 60—70 годы XX века происходит огромный прорыв в исследовании творчества поэта. Этому способствовало издание в эти годы следующих фундаментальных работ: «Избранные труды. Низами и Физули» Е. Э. Бертельса в 1962 году, «История персидской и таджикской литературы» Яна Рипки в 1970 году и издание в 1973 году по решению ЮНЕСКО книги «Мухаммед Сулейман оглу Физули» польского востоковеда С. Плясковицка-Рымкевича. Накопленные сведения о рукописях поэта, более детальное ознакомление с ними, а также большой ранний исследовательский материал сделали работы этих авторов особо значимыми, качественно улучшив состояние физуливедения.

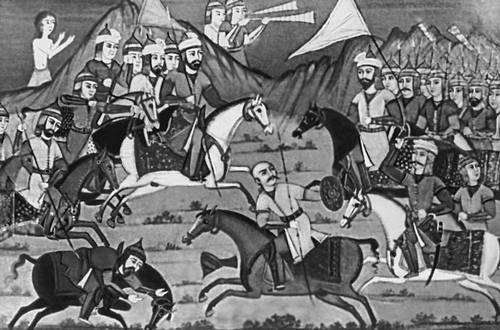
«Битва Новфаля». Миниатюра XVIII века к поэме Физули «Лейли и Меджнун»

Е. Э. Бертельс в своей книге «Избранные труды. Низами и Физули» исследует связь произведения поэмы Физули «Лейли и Меджнун» с одноимённой поэмой Низами. Тема соотношения творчества двух великих поэтов Азербайджана, развитая в этой книге не нашла дальнейшего развития в трудах Е. Э. Бертельса, но была разработана в исследованиях его учеников. В двух главах своей книги автор анализирует историю исследований творчества поэта, детально останавливается на анализе некоторых произведений Физули, а также исследует в первой главе «Новая рукопись кулийата Фузули» хранящийся в Азиатском музее куллият Физули, соотносит его к 1588 году и отмечает, что эта рукопись представляет собой единственный почти абсолютно полный экземпляр куллията Физули, в котором не хватает лишь «Хадикат ас-су’ада». Оригинальные сочинения в нём представлены представлены полностью, текст рукописи правильно оформлен, а необычайно хорошая сохранность рукописи и солидный возраст делают её совершенно незаменимым источником для дальнейшего изучения творчества Фузули. Е. Э. Бертельс указывает, что если раньше отсутствие критических изданий произведений поэта объяснялись отсутствием хороших рукописей, то появление данной рукописи делает в будущем несостоятельными данную оговорку. В следующей главе, «Арабские стихи Фузули» Е. Э. Бертельс исследует произведения поэта написанные на арабском языке и приходит к выводу, что арабские стихи Физули не могут претендовать на выдающееся место в арабской поэзии. В них обнаруживается превосходное знание поэтом арабского языка, стихи безупречны с точки зрения формы стихосложения. По мнению автора, характерная черта арабских стихов поэта — холодное мастерство, внешняя элегантность при почти полном отсутствии чувства. Пользуясь арабским языком, Физули старается придать своим стихам специфические особенности арабской поэзии, строго продуманную логическую последовательность. Несмотря на это, в ряде деталей проскальзывают навыки поэта, привнесенные в арабскую поэзию из поэзии персидско—турецкой. По мнению Е. Э. Бертельса, в арабских произведениях поэта в слабой степени присутствуют черты персидского дивана — искусное подновление затертых и избитых сравнений путём добавления своеобразных эпитетов, перетолкования. Таким образом автор приходит к выводу о том, что в силу этих причин многие места «арабских стихов» можно назвать арабскими только «по языку, по стилю они являются типично персидско-турецкими». Е. Э. Бертельс указывает и на наличие в этих стихах ряда свойственных хуруфизму образов и предполагает, что эти произведения поэта были созданы под впечатлением хуруфитской поэзии и были предназначены для арабских читателей, причастных к хуруфитскому движению. Наличие этих хуруфитских элементов доказывает, по мнению автора, связь Физули с хуруфитскими кругами и ясно свидетельствует о том, что Физули был знаком с творчеством Насими. В целом, Е. Э. Бертельс, ссылаясь на частичность и неполноценность ранней исследовательской базы творчества поэта констатирует, что «арабский диван», который до настоящего времени был неизвестен и считался утраченным, не дает оснований для общих заключений, но является прекрасным материалом для дальнейших исследований творчества поэта.

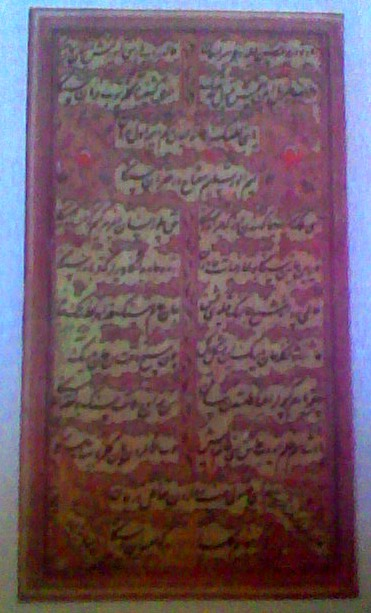
Страница из дивана Физули. Рукопись 1628 года. Институт рукописей Академии наук Азербайджана

Чешский филолог—востоковед Ян Рипка в своих книгах «История иранской литературы», изданной в 1968 году и «История персидской и таджикской литературы», изданной в 1970 году, дает краткую характеристику творчества Физули. Автор отмечает, что поэт является самым чувствительным лирическим и романтическим поэтом в истории азербайджано—тюркской литературы, его творчество приобрело необычайное значение и влияние в тюркской литературе, хотя начал свой литературный путь на поприще персидской поэзии. По мнению Рипки, несмотря на большое количество произведений поэта на персидском языке, тем не менее поэзия Физули оказалась не столь значимой для персидской литературы, произведения поэта на азербайджанском языке стали важным достижением поэзии этого региона, а самым величайшим произведением поэта считается поэма «Лейли и Меджнун» на азербайджанском языке.
В 1957 году польским востоковедом Станиславой Плясковицка-Рымкевич была написана статья, посвященная творчеству поэта, в которой основываясь на материалах, почерпнутых из тэзкире Ахди, Багдади анализировались особенности поэзии Физули. В 1958 году, в канун 400-летия со дня смерти Физули, была опубликована её статья, посвящённая творчеству поэта и анализу его поэмы «Бенг у Баде». Эта статья, по мнению специалистов[каких?], заслуживает особого внимания, так как в ней польская исследовательница детально рассматривает литературный вид этого произведения, его форму и исследует размер мунепазарэ, являющейся разновидностью касыда. Статья польского исследователя вызвала большой интерес у европейских ученых. На основе турецкой рукописи «Бенг у Баде», С. Плясковицка-Рымкевич в 1973 году издала свой филологический, нерифмованный перевод поэмы на польский язык, которая позже была включена в книгу автора «Мухаммед Сулейман оглу Физули», изданную 1973 году. По мнению азербайджанского лингвиста—тюрколога Гюляр Абдуллабековой, написавшей предисловие к русскому изданию книги, эта работа явилась новой вехой в развитии физуливедения и популяризации тюркской литературы и наследия творчества Физули в странах Европы, в частности Польше. В своей книге польский автор исследует жизнь и творчество Физули, рассматривает вопросы, связанные с пробелами в изучении деталей биографии поэта и его отношения к философско-религиозным направлениям того времени. Автор, указывает на необходимость установления истины и устранение неточностей в биографии поэта, и ссылаясь на довод турецкого физуливеда Мехмета Фуата Кёпрюлю о том, что «Физули был выходцем из турецкого племени баят», делает вывод о том, что «о турецком происхождении Физули свидетельствует такой факт: турецкий диван поэта с точки зрения языка, оригинальности содержания, формы и особой поэтической образности превосходит диван персидский». Автор в нескольких главах книги дает полную картину жизни поэта, отвергает тезис некоторых ученых о принадлежности поэта к какому-либо мистическому направлению, ордену или братству пишет. С. Плясковицка-Рымкевич констатирует, что «Физули был идеалистом, чувствовал себя потерянным в мире без идеалов, искал одиночества и был одиноким, искал утешения и находил его в преклонении перед красотой, почитателем которой был». Большое место в исследовании автора отводится и творчеству поэта. Плясковицка-Рымкевич называет Физули является певцом земной любви, любви человеческой и дает высокую характеристику мастерства поэта в выражении и передаче «оценки любви — как принципиального и главного чувства в жизни людей». Автор отмечает, что любовная лирика Физули отличается тем аспектом, что поэт «уверен, что связь с любимой убивает чувство, а потому и не ищет с ней контакта: он довольствуется разлукой с любимой, боясь возможных свиданий, которые неминуемо вызовут в нём желание». Особо отмечает автор «турецкий диван» Физули и громкую славу поэмы «Лейлы и Меджнун», признанного многими учеными выдающимся произведением поэта. Польский востоковед отмечает и лиризм Физули, ярко проявленный в газелях, являющихся жемчужинами поэтического мастерства поэта. Анализируя поэмы Физули, созданные в форме месневи, автор упоминает и об изменениях, которые вводил Физули в эту форму. Следующим произведением Физули, исследуемым автором является «Хадикат ас-суада» («Сад счастливых»). Плясковицка-Рымкевич заключает, что из траурных элегий на эту тему поэма «Хадикат ас-суада» является самым совершенным произведением, созданным на турецком языке. Такие поэмы Физули, как «Шефт джам» («Семь чаш»), аллегорические поэмы «Ринд и Защид» («Весельчак и аскет»), «Сиххату мараз» («Здоровье и болезнь»), религиозный трактат «Тераиме — и Хадис-и, Эрбаин» («Перевод сорока хадисов»), «Матла ул-итикад» («Восход веры») также анализируются автором в книге. В конце книги автор отмечает, что творчество Физули оказало огромное влияние не только на последующее поколение поэтов, таких как Мухибби, Баки, Хатаи, но и на всю литературу того периода, поэтов XVII—XVIII веков, а позднее — на поэтов-танзиматцев и турецкую поэзию эпохи «Сервети-фюнун».

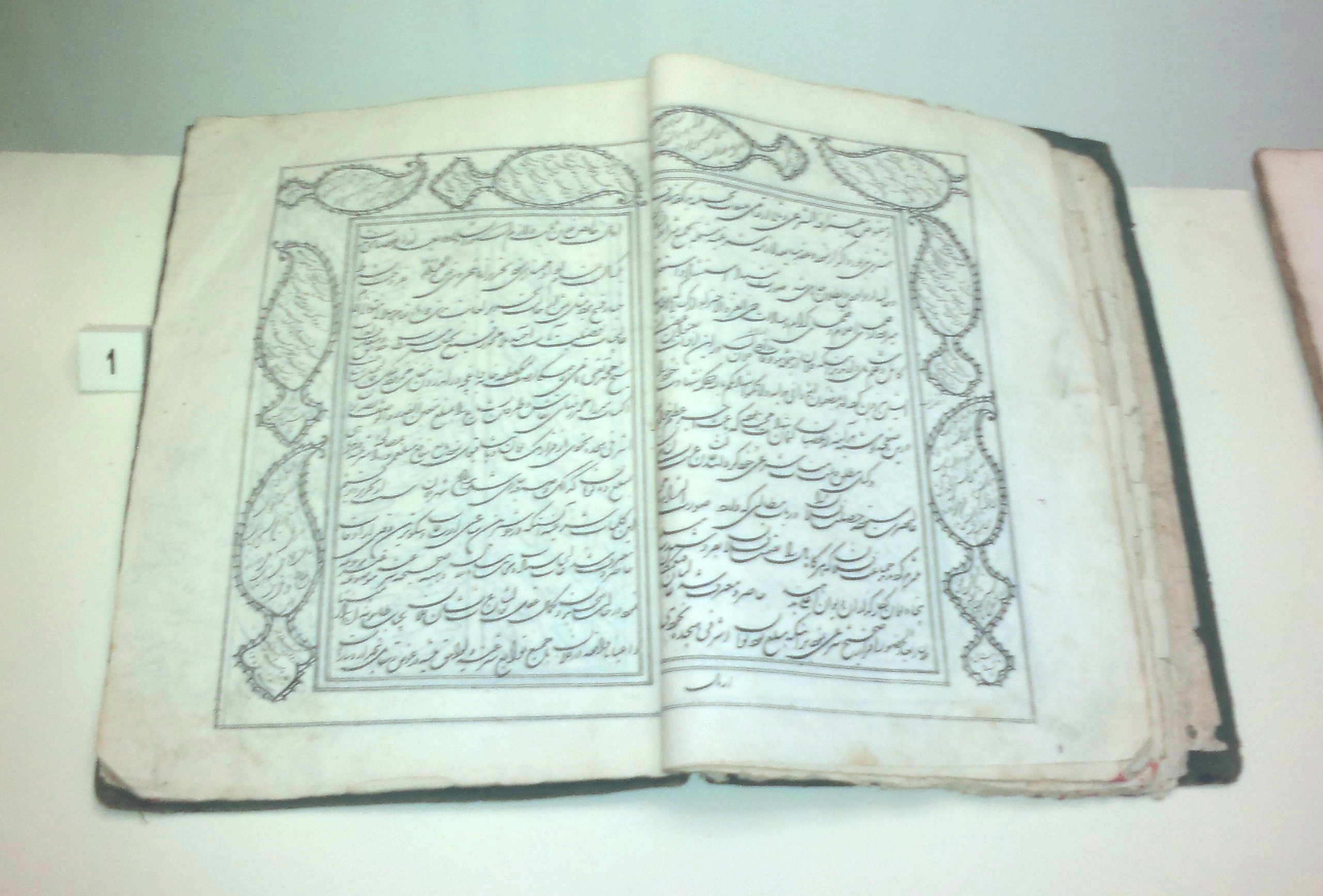
Мухаммед Исмаил. «Китаби-Физули» («Книга Физули»). 1816 год. Музей истории Азербайджана

Физуливедение активно развивалось и в Азербайджане, первые исследования творчества поэта азербайджанскими литераторами относятся к началу XIX века. Одним из первых азербайджанских специалистов, исследовавших творчество Физули, был литературовед Абдулла Сур, опубликовавший в 1907 году две статьи в журнале «Фиюзат». В этих статьях автор предпринял удачную попытку составления первой научной биографии Физули, впервые было выдвинуто предположение о том, что предки Физули жили в Азербайджане и позже мигрировали на территорию нынешнего Ирака. Абдулла Сур, получивший высшее образование в Стамбуле и знакомый с тонкостями турецкого литературного языка, приводя словосочетания и выражения, используемые Физули в своих произведениях, отмечал, что литературный язык поэта формировался в азербайджаноязычной среде, а «в падежах и некоторых глагольных парадигмах в языке Физули имеют место азербайджанизмы». В анализе творчества поэта Абдулла Сур проявил себя и как талантливый текстолог, в частности он впервые отметил некоторые расхождения в различных рукописях и указал на необходимость их исправления.
Оценку творчества Физули позже дает и создатель системной истории азербайджанской литературы Фиридун бек Кочарлинский. В изданной в 1925 году книге «Материалы по истории азербайджанской литературы» Ф. Кочарлинский называет Физули основоположником азербайджанской письменной литературы. В этом исследовании автора чувствуется влияние восточных тезкире поэта, раскрывается духовность и оригинальность поэзии Физули: «Лирика Физули от начала до конца — любовная. Безразлично, какую бы вещь вы не захотели прочитать из его лирики — пожалуйста, прочтите, но при чтении вы непременно ощутите всем своим существом её силу чарующего воздействия, благодаря которому весь ваш внутренний мир как бы обновится и очистится. И ваша мысль и грезы вознесут вас высоко на вершину возвышенности, в мир одухотворений».
Самый плодотворный период азербайджанского физуливедения приходится на конец 50-х — начало 60-х годов XX века. В этот период в Азербайджанской ССР публикуется большое количество статей и монографий, посвященных исследованию произведений Физули: «Великий азербайджанский поэт Физули» Гамида Араслы, «Мастерство Физули» Мир-Джалала Пашаева, «Лирика Физули» М. Кулизаде, «Анисул—калб Физули» Г. Кендли. В этих трудах освещены ряд фундаментальных проблем физуливедения, и, несмотря на идеологическое влияние марксистско—ленинских идей, эти работы остаются значимыми в современном физуливедении. В 1958 году выходит сборник статей «Физули», в который вошли статьи «Физули и его наследие» А. Джафара, «Из истории изучения наследия Физули в русском востоковедении» А. Сеидзаде, «Об идейных и художественных особенностях поэмы Физули „Лейли и Меджнун“» Р. Азаде, посвящённые жизни и творчеству поэта. Работа над творчеством Физули, начавшаяся в этот период с большим размахом, постепенно угасает. Литературовед—востоковед Гюльшен Алиева в обоснование этого указывает на тот факт, что рецензия азербайджанских физуливедов и литераторов на книгу египетского ученого Хусейна Муджиб аль-Мысри, посвященную творчеству Физули, была выпущена лишь через 4 года после её издания. Через десятилетие азербайджанское литературоведение вновь обращается к творчеству Физули, в 1968 году публикуется монография Фуада Гасымзаде «Караван печали, или свет во тьме», посвященная исследованию общественно-политических взглядов поэта, в 1970 году выходит в свет монография «Касыды Физули» В. Фейзуллаева, а в 1971 году — книга «Поэтика Физули» С. Алиева. В целом, по мнению Гюльшен Алиевой, азербайджанская наука о Физули XX века формировалась под методологическим влиянием русского советского физуливедения.

## Творчество поэта

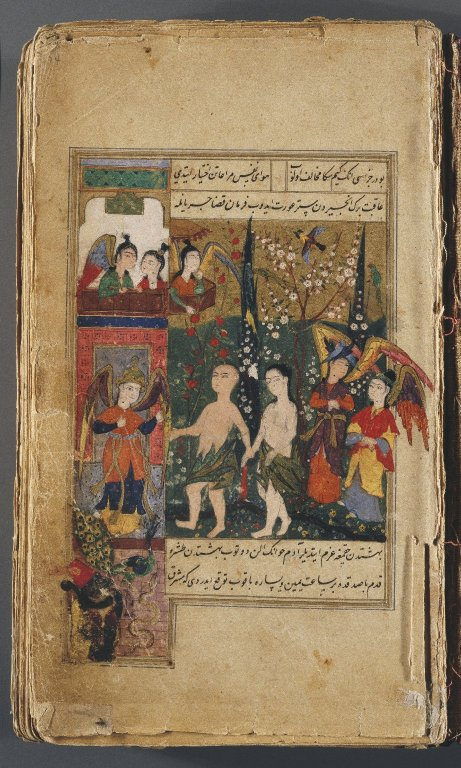
Рукопись и миниатюра к поэме «Хадигатус-суада» («Сад счастливцев»)

Физули — автор 16 произведений на азербайджанском, персидском и арабском языках. Значительную часть своих произведений Физули создал на родном азербайджанском языке, противопоставляя его «румскому» (то есть турецкому) и татарскому языкам. Несмотря на то, что работы Физули на тюркском написаны на азербайджанском, поэт прекрасно разбирался и в османской и чагатайской литературной традициях.
Из этих произведений два переводные, остальные оригинальные. Физули — преимущественно поэт-лирик. Подавляющее большинство его поэтических произведений — газели, крупнейшее — поэма «Лейли и Меджнун» на азербайджанском языке, которая считается вершиной творчества поэта.
«Собхатуль-асмар» («Спор плодов») и «Бенг ве баде» («Опиум и вино») являлись первыми ласточками эпического творчества поэта. В произведении «Бенг ве баде» Физули предостерегает здоровых, которые в поисках убежища от зла и неприятностей могли бы обратиться к опиуму. Подобный призыв созвучен с пафосом романа «Гаргантюа и Пантагрюэль» Франсуа Рабле. Всем строем своей в целом жизнелюбивой поэзии Физули отстаивает право человека на земное счастье. В таком ключе следует воспринимать и аллегорию «Сагинаме», в которой о людских пороках ведут разговор музыкальные инструменты. Аллегорический ряд образов и сравнений, представленный в том числе и в таких его произведениях, как «Саххат ве мераз» («Здоровье и болезнь») и «Ринду Захид» («Гуляка и отшельник»), как бы вписываются в пути развития мировой литературы. Произведение «Ринду Захид» подвергает уничтожающей критике религию как таковую.
Творчество Физули значительно повлияло на развитие литературы народов Ближнего Востока. Следы влияния Физули заметны в современной турецкой и азербайджанской музыкальной традициях. Начиная с XVII века некоторые стихи поэта перекладываются на музыкальный лад и исполняются ашугами на сазе. Влияние произведений Физули ощущается и в творчестве азербайджанских ханенде, использующих некоторые части стихотворений поэта в мугаме.

### «Лейли и Меджнун»

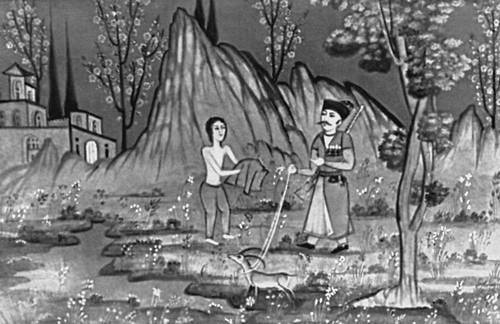
«Меджнун с ланью». Миниатюра XVIII века к поэме Физули «Лейли и Меджнун»

Вершиной творчества Физули большинство специалистов считает лирико-эпическую поэму «Лейли и Меджнун» (1536—1537). Продолжая и обновляя традиции своих предшественников, особенно Низами Гянджеви, поэт создал оригинальную поэму, тесно связанную с азербайджанским устно-поэтическим творчеством. Отмечается, что эта оригинальная поэма Физули тесно связана с азербайджанским устно-поэтическим творчеством, и что Физули создал её, продолжая и обновляя традиции своих предшественников, особенно классика персидской поэзии Низами Гянджеви, первого написавшего в 1188 году поэму на основе древней арабской легенды. Однако, в отличие от Низами, Физули вставил в поэму лирические стихотворения (22 газели, 2 морабба и 2 монаджата), которые гармонично вписываются в повествование и в то же время остаются самостоятельными. Герой поэмы Кейс («Меджнун») — талантливый поэт.

В Аравии живёт удачливый, гостеприимный, щедрый к беднякам властитель племени Амир, лишённый потомства. Наконец Аллах внял его молитвам и одарил прекрасным сыном. Кейс — так назвали мальчика, что значит по-арабски «мерило таланта», преуспевает в учении. Вместе с мальчиками учатся несколько девочек. Одна из них, Лейли («Ночь»), рано прославилась умом, душевной чистотой, редкостной красотой. Кейс, «похитив её сердце, погубил свою душу». Любовь детей взаимна, соученики учат арифметику, влюблённые тем временем сочиняют словарь любви. Кейс ищет счастье во взаимной любви, ему чужды стремление к богатству, высокому положению и покорность установившимся традициям и обычаям. Однако классово—религиозные порядки общества враждебны его идеалам, в глазах окружающей Кейса среды он — «меджнун» (одержимый). Кейс изнемогает от любви, а те, кто на её дороге не споткнулся, прозвали его Меджнуном — «Безумцем». :
Итак тот пленник страсти очень скоро
В глазах людей стал знаменьем позора
Меджнуном стали Кейса звать тогда,

И сделала его иным беда

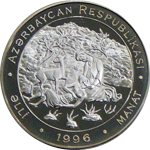
Памятная монета Азербайджана с изображением Меджнуна, выпущенная в честь 500-летнего юбилея Физули

Его любовь к прекрасной Лейли не находит понимания её семьи, встречает суровое осуждение общественного круга, к которому он принадлежит, и отверженность их взаимной любви окружающими становится источником трагедии героев. Кейс презирает общество, где господствуют гнет и несправедливость, покидает его и ищет утешения на лоне природы:
Гонимый людскою злобою великой,
Избрал себе он образ жизни дикий...
Непостоянным он наш мир нашел

Именье отдал и ничто нашел.

Лейли — дочь богатого феодала, но она так же одинока и несчастна, как Меджнун:
О небосвод, презрев меня, ты совершаешь произвол,
Я роз просила у тебя, шипов насыпал ты в подол...
Ты не позволил, чтобы я погибла, верная любви

Мою ты верность, честь мою, как жерновами размолол.

Изображения Лейли и Меджнуна, высеченные на постаменте памятника Физули в Баку

Несмотря на усиление в конце поэмы мистических мотивов, Физули показал в ней истинно человеческую любовь. В этом раскрывается сила романтической и вместе с тем жизненно правдивой поэзии Физули:
О попугай средь сада жемчугов,
Несчастный Физули, гранильщик слов!
Пусть небо в лицемерии жестоком
«Ты лжец!» — кричит тебе со злым упреком
И пусть тебя поносит без конца,
Но слово жемчуг, что родят сердца...
И душу словом мы опишем тоже,
Нет, слово — есть душа, коль молвить строже...
Когда, влюбленных вспомнив, ты — наверно —

Обрадовал их души беспримерно?

## Память
- В СССР и Азербайджане были выпущены почтовые марки, посвященные Физули.
- Произведения Физули были включены в учебные программы школ Средней Азии в XVI — начале XX в.

В честь Физули названы:
- Памятник, установленный в 1962 году на Театральной площади Баку. Театральная площадь была позже переименована в честь поэта.[71]
- Улица и площадь в центре Баку, а также улицы во многих других городах Азербайджана;
- Район и город в Азербайджане. В городе был установлен также памятник поэту[72] (в декабре 2020 года азербайджанские журналисты обнаружили обломки полностью разрушенного памятника)[73].
- Сёла в Шамкирском и Самухском районах Азербайджана.
- Институт Рукописей им. М. Физули в Баку.
- Школа-интернат им. М. Физули в Ордубадском районе Азербайджана, средние школы в Баку и Гяндже.
- Улица в Турксибском районе Алматы

В 1995 году под эгидой UNESCO торжественно отмечался 500-летний юбилей Физули.

Памятник в Баку. Скульпторы — Т. Мамедов и О. Эльдаров, 1962
Памятник на фасаде здания Музея азербайджанской литературы в Баку. Скульптор — Ф. Абдурахманов
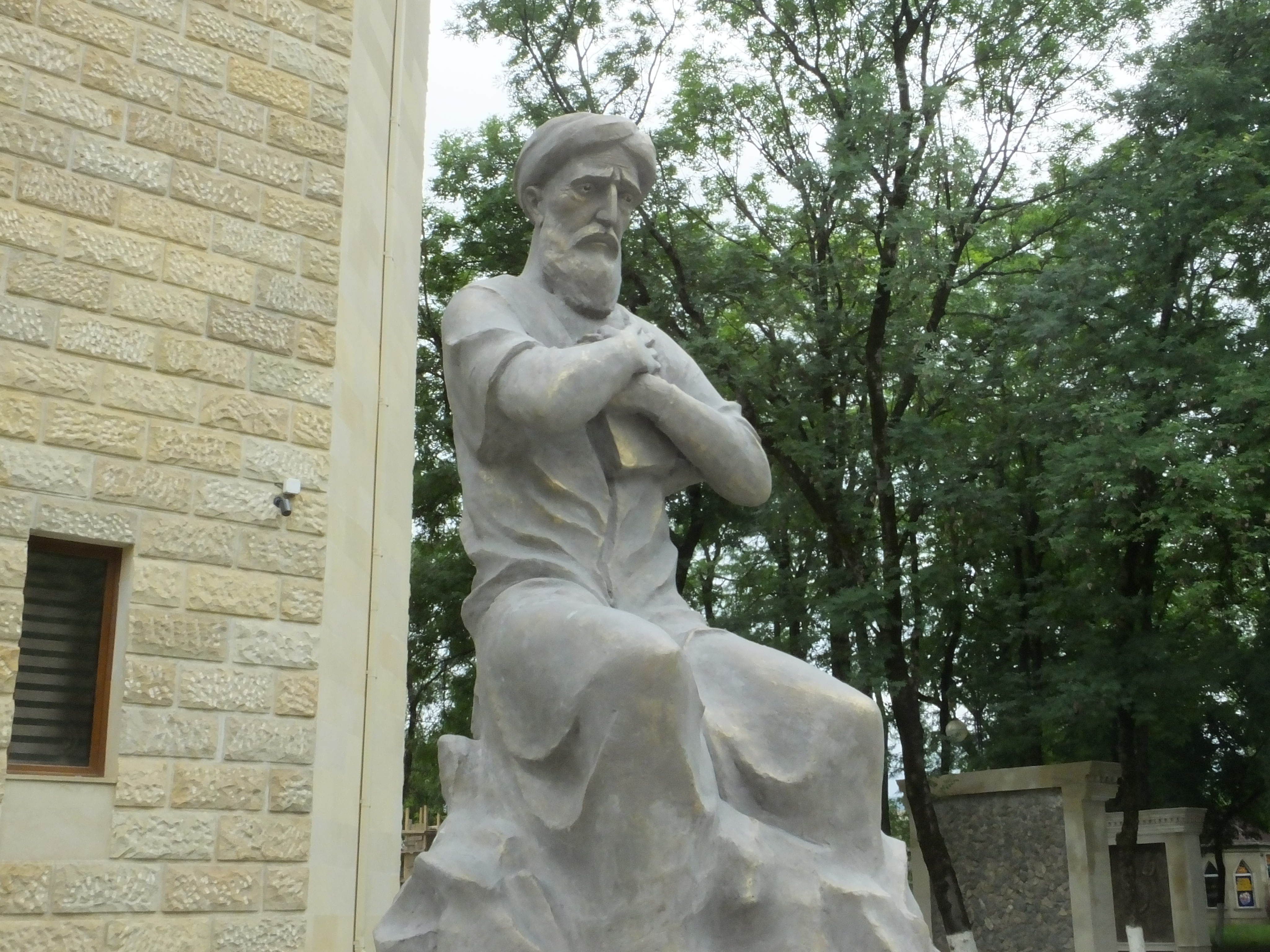
Памятник в Губе.
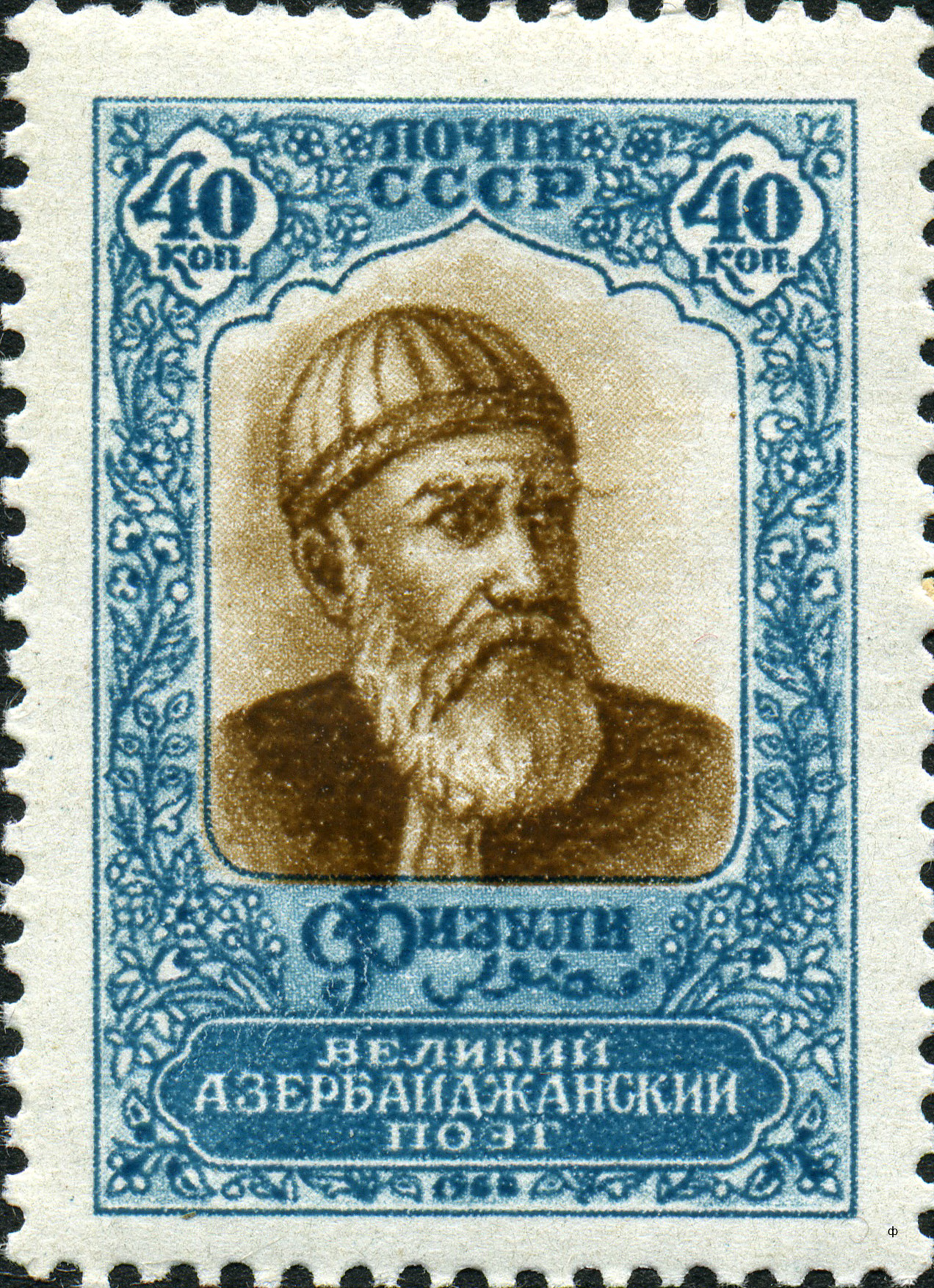
Почтовая марка СССР, 1958 год
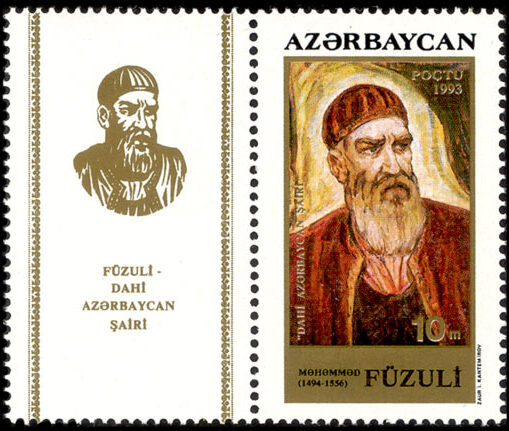
Марка Азербайджана, посвящённая 500-летию со дня рождения Физули
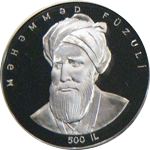
Памятная монета Азербайджана, достоинством 50 манат, выпущенная в связи с 500-летием со дня рождения Физули

### Сочинения
- Әсәрләри, ҹ. 1-4, Бакы, 1958-61 (азерб.)
- Диваны, Бакы, 1958 (азерб.); в рус. пер. — Избранное, Баку, 1958
- Лейли и Меджнун, М., 1958
- Газели, М., 1959.